# Slaget om Narvik
Slaget om Narvik var ett slag under andra världskriget mellan å ena sidan tyska och österrikiska invasionsstyrkor under ledning av Eduard Dietl och å andra sidan norska och allierade brittisk-franska styrkor under general Béthouart samt polska och norska styrkor under ledning av Carl Gustav Fleischer. Slaget varade från den 9 april 1940 till erövringen av Narvik och den påföljande evakueringen av allierade styrkor den 8 juni 1940. Slaget var en del av den tyska Operation Weserübung.

## Förhistoria
Efter Altmarkaffären i februari 1940 förlorade Storbritannien förtroendet för Norges neutralitet. För att hindra tysk trafik på norskt territorialvatten beslöt man minera bland annat inloppet till Vestfjorden utanför Narvik. Mineringen utlades av fyra brittiska jagare tidigt på morgonen den 8 april.

## Det tyska anfallet mot Narvik
Nazitysklands avsikt med invasionen var dels att säkra transporterna av järnmalm från de svenska gruvorna i Kiruna som skeppades ut i Narviks hamn som därför bedömdes ha avgörande betydelse för den tyska vapenindustrin. Dels att få flottbaser utom räckhåll för brittiskt flyg (de kunde nå Trondheim men inte längre om de inte skulle landa för att tanka). Och att förhindra att britterna skaffade sig flyg- och flottbaser där.
Trupperna som skulle utföra invasionen av Narvik kom från den 3:e bergsjägardivisionen och bestod av det 139. Bergsjägarregementet, samt divisionsstaben och en eldkastarpluton från den 83;e bergsingenjörsbataljonen. Den styrkan omfattade totalt 1 610 soldater och underofficerare samt 59 officerare, dessutom följde 185 man med som skulle ta sköta det misstänkta kustbatteriet vid Ofotfjordens mynning. Dessa soldater fraktades upp till Narvik på 10 stycken moderna tyska jagare. I snövädret den 9 april blev de norska pansarskeppen KNM Norge och KNM Eidsvold torpederade i Narviks hamn. Den norska befälhavaren i Narvik, överste Sundlo, var nazistsympatisör och ville överlämna staden. Kapitulation undveks genom att 200 norska soldater under ledning av major Omdahl undkom under en dramatisk flykt längs Ofotbanen.

## Första brittiska motanfallet

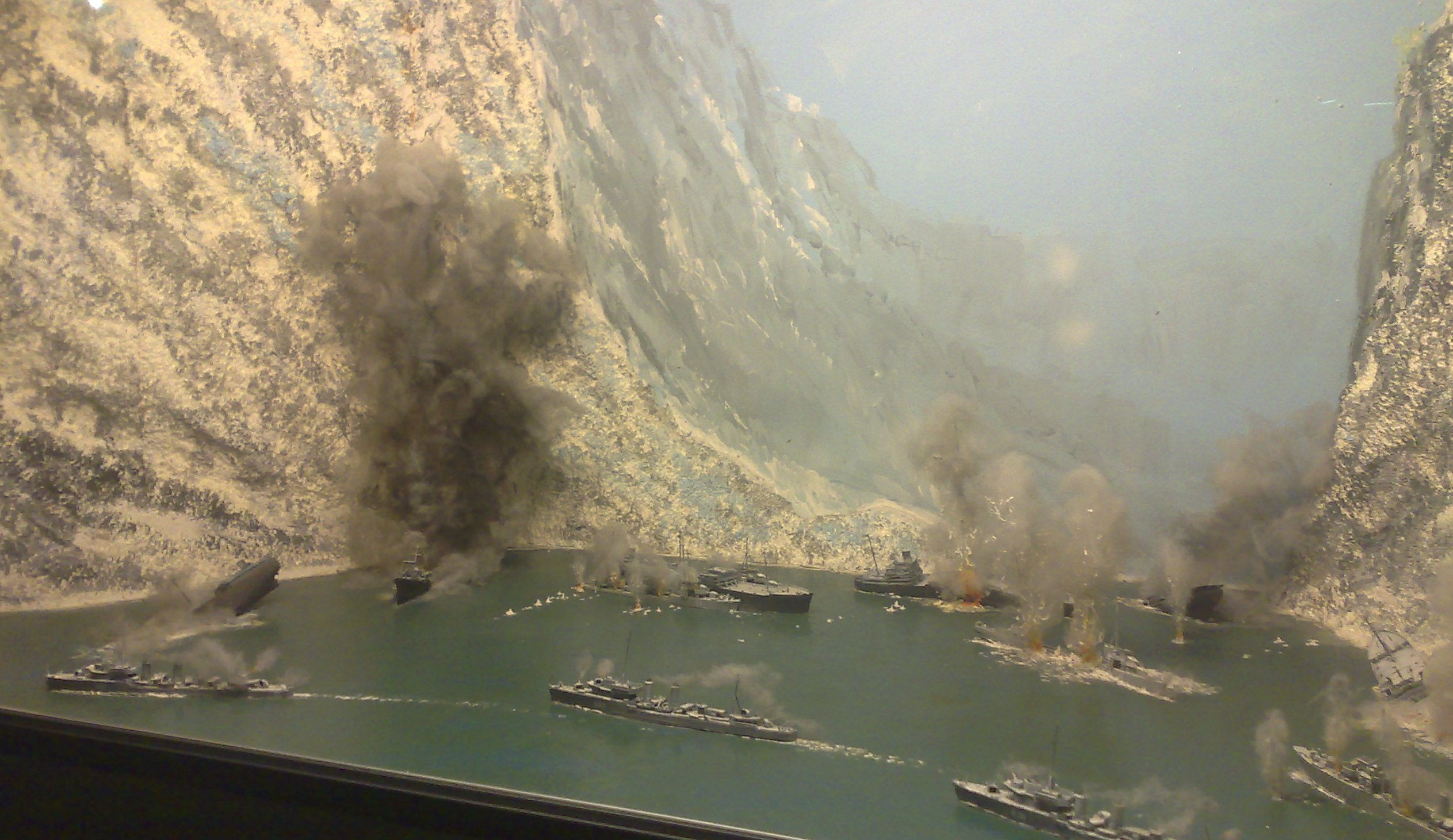
Modell av det brittiska jagaranfallet mot de tyska örlogsfartygen under slaget om Narvik.

Den 10 april slog den brittiska 2. Jagarflottiljen till, de tyska patrullbåtarna hade av oklar anledning lämnat sina patrullzoner så den brittiska jagarstyrkan kunde oupptäckta åka in i Ofotsfjorden fram till Narviks hamn. Där låg fem stycken tyska jagare för ankar. Ytterligare tre tyska jagare fanns i Herjangsfjorden en bit norr om Narvik och två andra jagare fanns i Ballangenfjorden sydväst om Narvik.
De tre brittiska jagarna anlöpte Narviks hamn där de attackerade de ankrade tyska jagarna. Först träffades den tyska jagaren Z21 Wilhelm Heidkamp av torpeder och exploderade därefter i det aktre ammunitionsmagasinet. Kort där på exploderade även jagaren Z22 Anton Schmitt. Z17 Dieter von Roeder stod snart i ljusan låga och den ineffektiva svarselden från Z19 Hermann Künne och Z18 Hans Lüdemann hade snart tystnat på grund av skador. Britterna sänkte dessutom två tyska malmfartyg.
De brittiska jagarna drog sig då bort från hamnen för att bedöma läget, efter övervägande återvände de och sänkte ytterligare fyra lastfartyg. Nu slog emellertid tyskarna tillbaka. Från Herjangsfjorden kom de tre tyska jagarna Z9 Wolfgang Zenker, Z12 Erich Giese och Z13 Erich Koellner och öppnade eld mot britterna på cirka 7 000 meters håll eftersom deras artilleri kunde skjuta längre än britternas. Britterna vände om men fick sin väg avskuren av Z2 Georg Thiele och Z11 Bernd von Arnim som kom ut ur Ballangenfjorden. Den brittiske jagaren HMS Hardy  tog emot många träffar och dess kommandobrygga blev utslagen. Samtidigt träffades även HMS Hunter som direkt förlorade fart. HMS Hotspur hade också tagit emot träffar på kommandobryggan vilket gjorde att den tappade styrförmågan och rammade den svårt skadade Hunter som då rullade runt och sjönk.

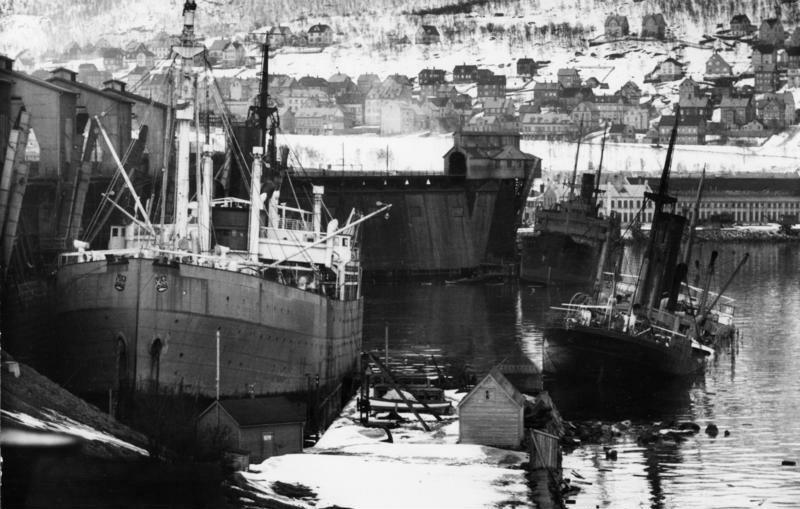
Sänkta tyska fartyg i Narviks hamn.

HMS Havock och HMS Hostile fick nu eskortera den svårt skadade Hotspur ut ur fjorden. Hardy var utom all hjälp och dess tillförordnade kapten Stanning grundsatte därmed skeppet och simmade i land med sin besättning. Tyskarna lät de tre brittiska jagarna löpa utan strid ut ur fjorden. Britterna lyckades sänka det tyska ammunitionsfartyget Rauenfels på sin väg ut. Vid stridens slut hade britterna förlorat två jagare och fått en tredje svårt skadad. Tyskarna hade även de förlorat två, men ytterligare fyra stycken var skadade varav två allvarligt. Sju tyska försörjningsskepp hade sänkts. Detta gjorde att tyskarna förlorade stora delar av sin försörjning, de var då tvungna att utrusta sina soldater med norska uniformer och gevär från Elvegårdsmoen.

## Andra brittiska motanfallet

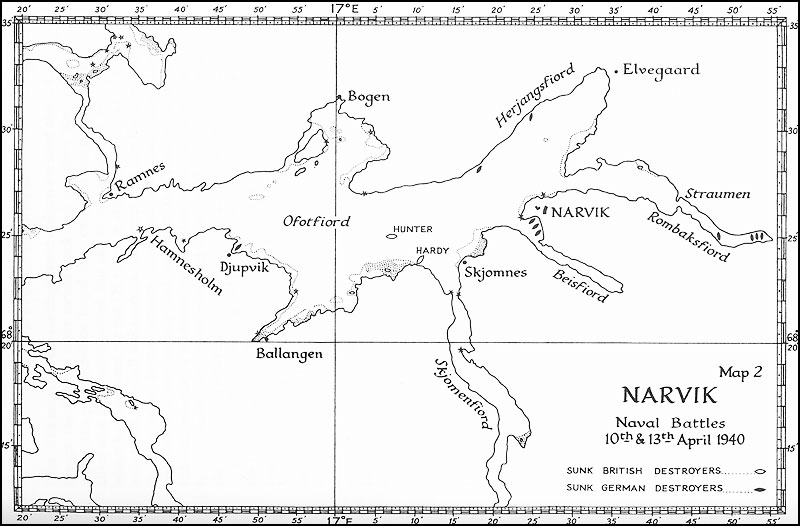
Karta över inloppet till Narvik.

Andra anfallet mot Narvik inleddes på morgonen den 13 april 1940 då slagskeppet HMS Warspite eskorterad av de fyra tunga jagarna HMS Bedouin, HMS Cossack, HMS Eskimo och HMS Punjabi samt de fem lätta jagarna HMS Hero, HMS Icarus, HMS Kimberley, HMS Forester och HMS Foxhound. Denna örlogsstyrka gick då in i Ofotsfjorden, de skulle ta tyskarna med överraskning. Dock hade tyskarna redan knäckt de brittiska marinkoderna och visste precis vad som skulle komma. Den tyske befälhavaren Bey höll sig trots detta oerhört inaktiv när den brittiska styrkan seglade in i fjorden hade endast två av hans jagare Erich Koellner och Hermann Künne lättat ankar. Det var dessa fartyg som upptäckte den brittiska styrkan men deras varningsmeddelande kom inte fram till Narvik.
Jagaren Erich Koellner lade sig i bakhåll nära Djupvik. Dock hade Warspites spaningsflygplan redan rapporterat detta och när den brittiska styrkan kom runt udden så hann Koellner få iväg en salva som missade, innan granater från jagarna Eskimo och Bedouin slog in i den tyska jagaren. Erich Koellner för blev sedan bortsprängd av en torped samtidigt som Warspites 38 cm kanoner gjorde slut på jagaren. Den andra tyska jagaren Künne retirerade bakom en rökridå och möttes upp av de andra tyska jagarna Lüdemann, Arnim och Zenker. Bataljen inleddes på 17 kilometers avstånd, trots tyskarnas underläge lyckades de överleva denna inledande fas av slaget. Båda sidors styrkor cirklade nu fram och tillbaka utan att träffa varandra, sedan gjorde Zenker ett utfall mot Warspite för att träffa denna med torpeder men blev tillbakaslagen av den kraftiga elden. Den första förlusten kom istället på den brittiska sidan när Punjabi blev träffad av sex stycken granater och för tillfället var tvungen att avbryta striden. 

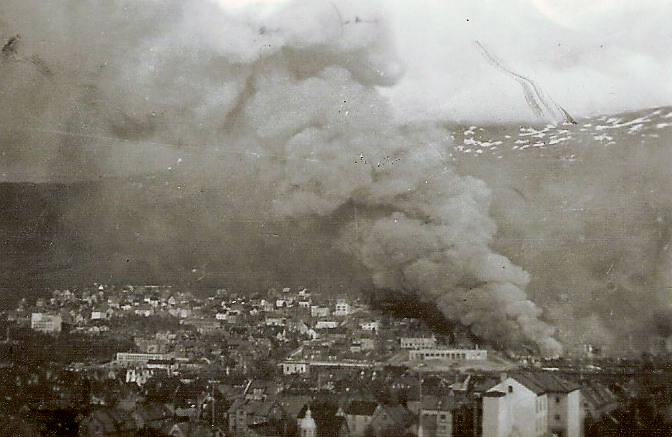
Narvik brinner under slaget om Narvik.

Skottväxlingen fortsatte i en timme under denna tiden anslöt sig den tyske jagaren Thiele i leken, brittiska Swordfish-plan gjorde också torpedanfall mot tyskarna vilket enbart resulterade i att två av dem sköts ner. 
I detta läget beslöt den tyska ledningen i Narvik att de tyska jagarna skulle retirera in i Rombaksfjorden för att där bjuda ett sista desperat motstånd, denna fjorden var så smal att man på sina ställen enbart kunde segla med två jagare i bredd. Lüdemann, Arnim, Thiele och Zenker satte kurs mot denna fjorden. Jagaren Künne beslöt sig för att försöka bryta sig ut men blev omringad av tre brittiska jagare, kaptenen satte då Künne på grund och evakuerade besättningen. Den sista stridsdugliga tyska jagaren Giese hade fått upp ångan och var på väg ut ur Narviks hamn, vid hamninloppet mötte den dock sex stycken brittiska jagare som sköt sönder Giese till ett brinnande vrak.
Den tyske jagaren Roeder som var så svårt skadad att den fått ligga kvar i hamnen började beskjuta Warspite vilket skapade förvirring innan man visste varifrån elden kom. Sedan utsattes Roeder från mördande eld från både slagskepp och jagare. Men Roeder bet ifrån sig bra ändå och lyckades träffa jagaren Cossack med inte mindre än åtta granater innan ammunitionen tog slut och dess besättning var tvungen att överge skeppet. Cossack ådrog sig sådana svåra skador att den gick på grund söder om Narvik, där blev den liggande i tolv timmar innan besättningen fått loss den och reparerat dess skador.

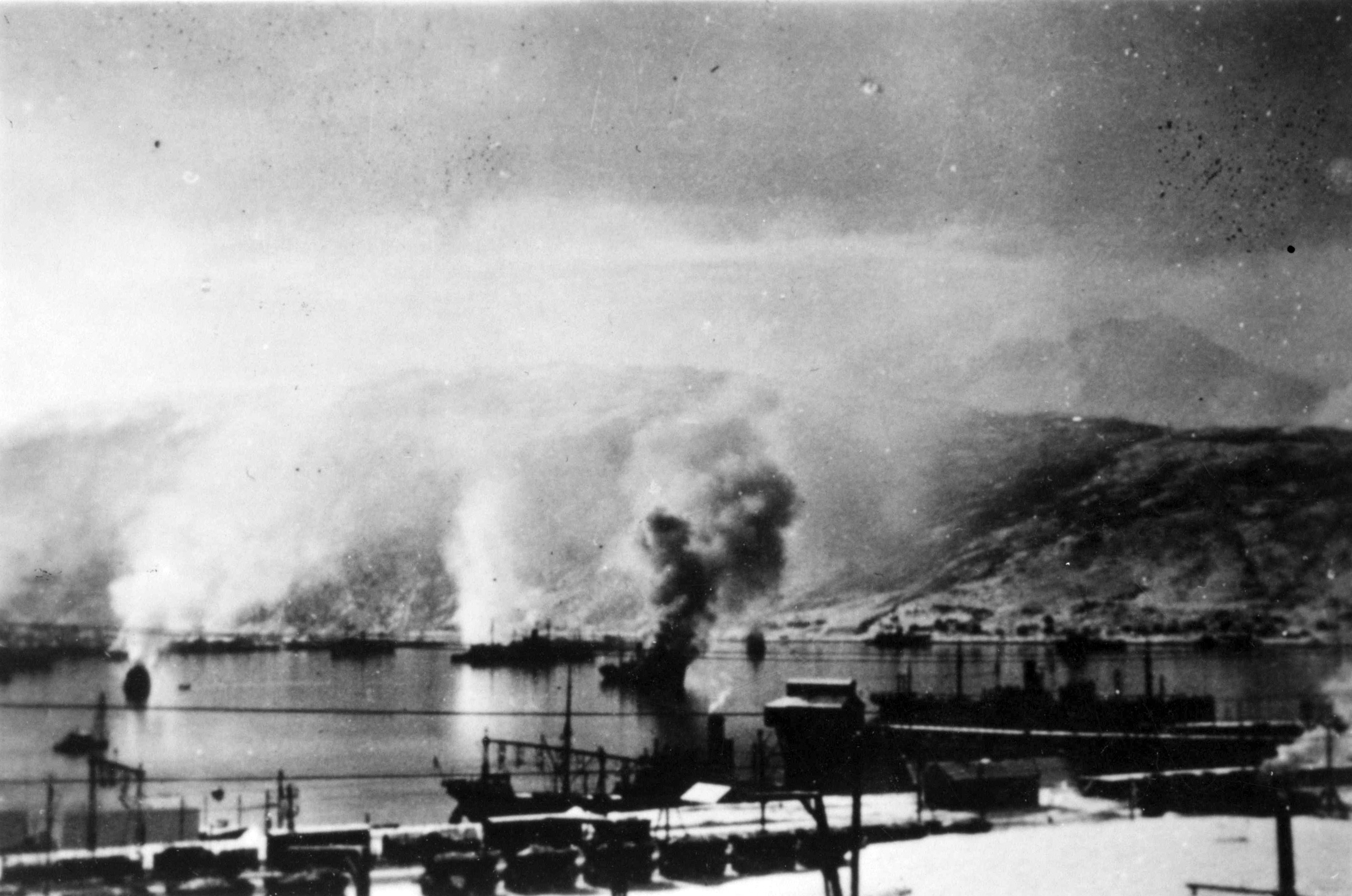
Fartyg brinner i hamnen i Narvik.

Jagaren Eskimo gick i täten när britterna fortsatte jaga tyskarna in i Rombaksfjorden, tyskarna låg där och väntade på dem. Zenker och Arnim som förbrukat all sin ammunition hade redan blivit satta på grund och övergivna av sin besättning med Lüdemann och Thiele låg i bakhåll. När Eskimo tillsammans med Hero och Forester kom runt fjordkröken öppnade tyskarna eld och en kort skottväxling följde samtidigt som tyskarna avfyrade sina torpeder. Eskimo lyckades undvika att bli träffad av några granater genom att sätta full gas framåt för att sedan backa tillbaks, men därefter kom en av Thieles torpeder fram och sprängde bort en stor del av fören. Kaptenen på Eskimo kunde rädda sitt fartyg genom att slå full back och köra ut ur fjorden. De andra brittiska jagarna hade då redan backat in bakom fjordkröken igen. De tyska jagarna retirerade uppför fjorden där de satte dem på grund och övergav dem och flydde tillbaks till Narviks längs malmbanan. Därmed var den tyska flottan i Narvik utslagen och det andra slaget om Narvik var över.

## Allierad förstärkning
Den 12 april lämnade en konvoj med en brittisk brigad England och den 15 april upprättade generalmajor Mackesy ett högkvarter i Harstad ca 80 km NV om Narvik. Styrkan utökades senare med tre franska alpjägarbataljoner.

## Landstriderna

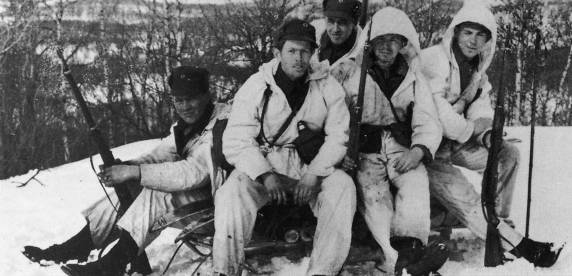
Norska soldater under slaget om Narvik.

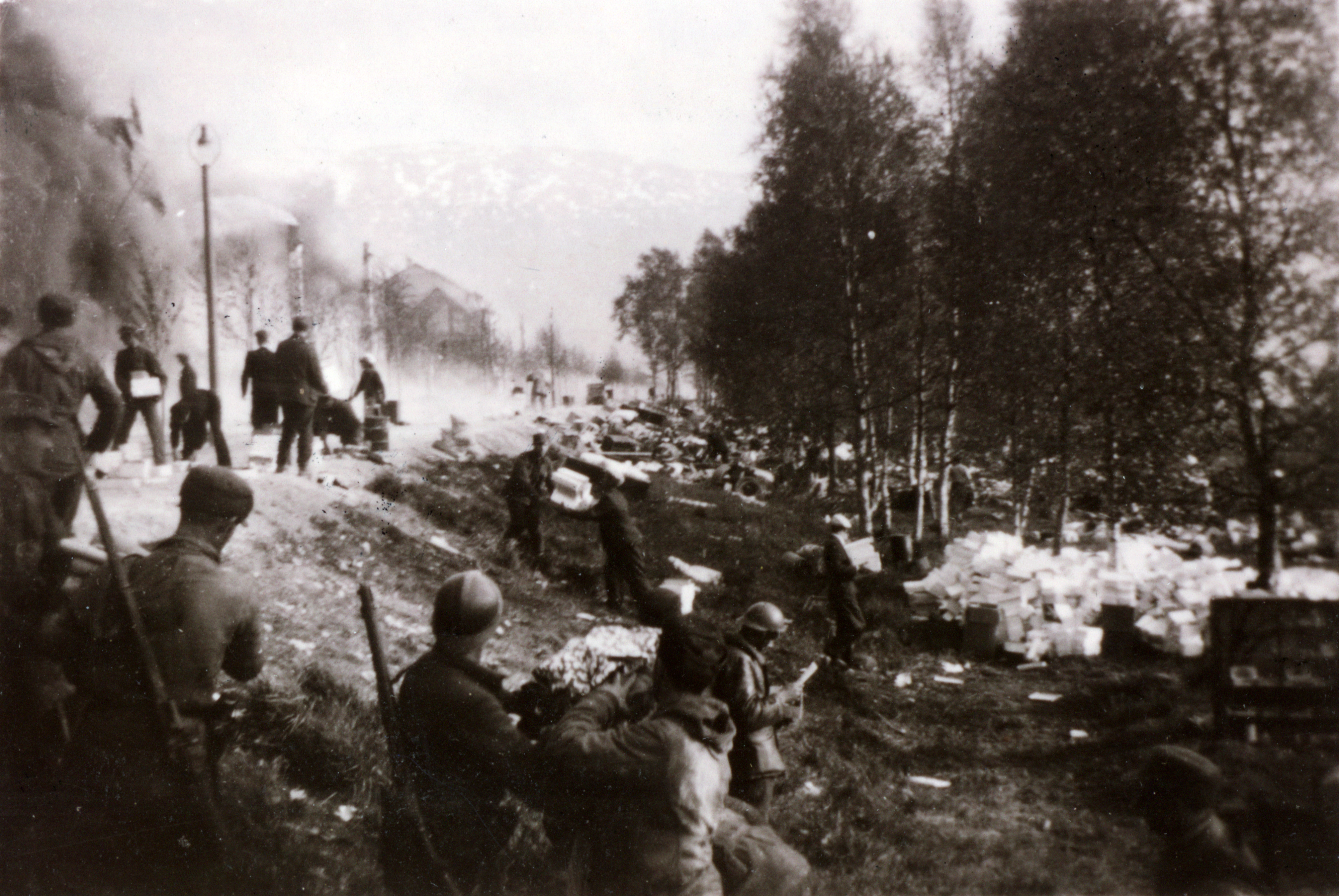
Norska och franska soldater under slaget om Narvik.

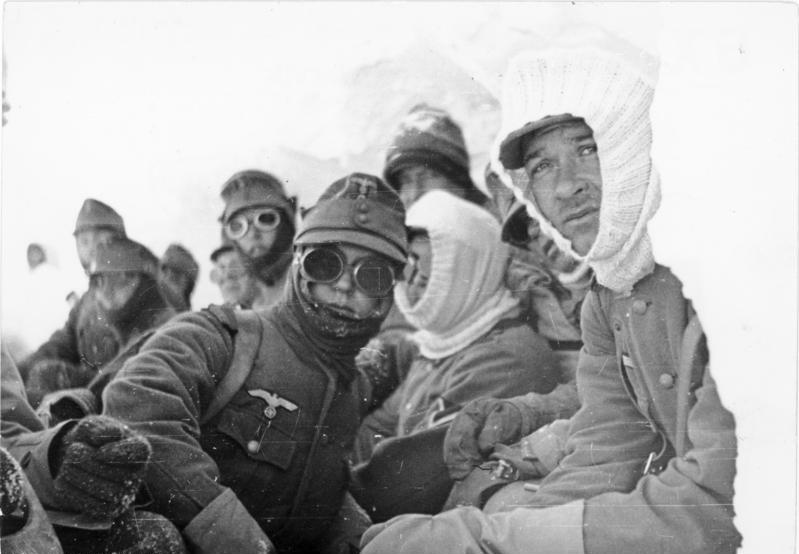
Tyska bergsjägare under slaget om Narvik.

Tyska styrkor nedkämpade i april på Bjørnfjell nära svenska gränsen en norsk bataljon från Tröndelag som hade undkommit från Narvik på invasionsdagen. I Gratangen blev den tyska uppmarschen från Bjerkvik stoppad av norska befälsskoleelever. Senare blev en annan norsk bataljon, som hade varit på neutralitetsvakt, nedkämpade nattetid i Gratangen på grund av bristande vakthållning.
Efter detta började en 40 dagar sammanhängande norsk offensiv av Alta bataljon, IR 15 och IR 16 under ledning av general Fleischer. Efter kontinuerliga strider blev bergen i Läigastmassivet och på Kubergplatån erövrade. Slaget på nordfronten kulminerade med hårda strider nära svenska gränsen vid höjd 620 och Holmvann under månadsskiftet maj-juni. På sydfronten blev de tysk-österrikiska styrkorna pressade allt längre mot den svenska gränsen av en polsk exilbataljon.
Ett förband ur den franska främlingslegionen invaderade Bjerkvik den 13 maj med stöd av tungt brittiskt sjöartilleri. Detta, tillsammans med press från Alta bataljon ledde till tysk reträtt till en ny försvarslinje söder om Jernvannene vid Haugfjell och Rundfjell. Den 28 maj invaderade en norsk bataljon från IR 15 och en avdelning från den franska främlingslegionen Narvik från Øyjord-halvön. Själva staden var obevakad men i bergen i öst måste de österrikiska soldaterna dra sig ur efter hårda strider och tung beskjutning från den brittiska marinen.
Under den första veckan i juni var det bara en tidsfråga innan den tyska krigsledningen skulle tvingas kapitulera eller låta sig interneras i Sverige. Men vid den tiden bröt sig Wehrmacht igenom fronten i Frankrike (se även: Andra världskriget: Frankrikes nederlag) och de allierade beslutade att dra sig ut ur Norge. Den 8 juni la de norska styrkorna ned vapnen.

## Svensk beredskap
På den svenska sidan av gränsen längs malmbanan mellan Narvik och Kiruna fanns det den 9 april inga svenska styrkor. En skidlöparbataljon och ett artilleribatteri anlände till Abisko under den 10 april. Ytterligare styrkor tillfördes senare, bland annat ett specialtillverkat pansartåg. Detta besköts av ett tyskt flygplan vid Vassijaure järnvägsstation den 20 maj varvid en svensk soldat dödades. 
Över gränsen evakuerades från Norge 113 svenskar från LKAB anläggningar i Narvik samt 200 militära norrmän, 514 tyskar och 130 tillfångatagna engelska sjömän. Tyska krav på att få transitera krigsmateriel genom Sverige avvisades av Regeringen, medan obeväpnad tysk sjukvårdspersonal, sammanlagt 270 man tilläts passera.

## Slagets betydelse
Den tyska marinen förlorade tio av sina nyaste jagare och två ubåtar den 10 och 13 april. Detta var ett avgörande hinder för tyskarnas planerade invasion av Storbritannien som skulle genomföras hösten 1940 (Operation Seelöwe). Lärdomarna från invasionen av Narvik var viktiga i planeringen av invasionen av Normandie i juni 1944. Medan styrkorna i Sydnorge kapitulerade efter kort tid, var de nordnorska styrkorna de enda som förde stort motstånd mot invasionsarmén. Historierna om "fiskarsönerna som slog Hitlers elitsoldater" var en väsentlig källa till kollektiv identitet under årtiondena efter kriget. Under två månader var Narvik i centrum för världsnyheterna. Under årtiondena efter kriget var Narvik därför en av Norges mest kända städer. Efter att tyska demoleringsexperter som anlänt till Narvik via svenskt tåg, förstört Malmhamnen i Narvik, försvann möjligheten att exportera stora mängder malm från Sverige under resten av kriget.[källa behövs] Mycket exporterades dock via Luleå.